# Micco
Micco és una concentració de població designada pel cens dels Estats Units a l'estat de Florida. Segons el cens del 2000 tenia 9.498 habitants.

## Demografia
Segons el cens del 2000, Micco tenia 9.498 habitants, 5.212 habitatges, i 3.163 famílies. La densitat de població era de 389,7 habitants/km².
Dels 5.212 habitatges en un 5,2% hi vivien nens de menys de 18 anys, en un 54,6% hi vivien parelles casades, en un 4,2% dones solteres, i en un 39,3% no eren unitats familiars. En el 34,4% dels habitatges hi vivien persones soles el 26,1% de les quals corresponia a persones de 65 anys o més que vivien soles. El nombre mitjà de persones vivint en cada habitatge era d'1,82 i el nombre mitjà de persones que vivien en cada família era de 2,23.
Per edats la població es repartia de la següent manera: un 5,9% tenia menys de 18 anys, un 2% entre 18 i 24, un 9,3% entre 25 i 44, un 24,2% de 45 a 60 i un 58,6% 65 anys o més.
L'edat mediana era de 69 anys. Per cada 100 dones de 18 o més anys hi havia 86,7 homes.
La renda mediana per habitatge era de 27.673 $ i la renda mediana per família de 34.645 $. Els homes tenien una renda mediana de 25.638 $ mentre que les dones 20.352 $. La renda per capita de la població era de 20.649 $. Entorn del 5,1% de les famílies i el 10,1% de la població estaven per davall del llindar de pobresa.

## Poblacions més properes
El següent diagrama mostra les poblacions més properes.